# 한국통감
한국통감(일본어: 韓国統監 칸코쿠토오칸[*])은 1906년 2월 23일을 기하여 4년 후 1910년 8월 29일까지 일본 제국이 대한제국을 보호국으로 설치한 감독기관인 통감부의 수장이다. 일본 천황이 직접 임명하였으며 사실상 천황의 임명 수행자로서 원수급에 속하였다.

## 배경과 체제
1906년 2월 23일을 기하여 대한제국 한성부에 통감부가 설치되며 통감부의 수장(首長) 체제로 통감부 의장(統監府 議長)을 세우고 불과 7일 후 1906년 3월 2일을 기하여 통감부 수장 체제를 통감부 의장(統監府 議長)에서 통감부 통감(統監府 統監)으로 편제하였고 4년 후 1910년 8월 29일까지 통감부 체제를 유지하였다.

## 임명과 수행
일본 천황이 직접 임명하여 천황의 명령수행을 따르면서 대한제국의 정서와 동태를 총괄적으로 감독감시하였으며 동시에 조선 왕실에 대한 감독도 겸하였다. 직급상에서는 천황에 버금가는 원수급 예우를 받아왔다. 1910년 한일 병합 조약이 체결되면서 동급의 총독으로 전환되어 권한이 강화됨과 동시에 이를 이어나가게 되었다.

## 통감부의 주요 만행

### 순종의실권을 탈취한통감부지휘의기유각서사건
제2대 조선 통감 소네 아라스케(曾禰荒助)는 1909년 7월 12일을 기하여 대한제국과의 기유각서를 체결하여 순종 황제의 실권을 박탈하였고 이후 1910년 5월 30일에서 같은 해 1910년 8월 29일에 대한제국이 경술년 한일 양국 합방 병합 늑약 사건으로 인하여 멸망할 때까지 제3대 조선 주재 일본 통감 데라우치 마사타케(寺内正毅)와 그에 이어 조선 주재 부통감 야마가타 이사부로(山縣 伊三郎)도 순종 황제 대신 차례차례 대한제국의 실권을 쥐었다.

## 통감부 체제

### 통감부의 수장

#### 역대 조선통감부 의장
- 제1대 조선통감부 의장: 이토 히로부미(伊藤博文) - (재임: 1906년 2월 23일 ~ 1906년 3월 2일)

#### 역대 조선통감
- 제1대 조선통감: 이토 히로부미(伊藤博文) - (재임: 1906년 3월 2일 ~ 1909년 6월 14일)
- 제2대 조선통감: 소네 아라스케(曾禰荒助) - (재임: 1909년 6월 14일 ~ 1910년 5월 30일)
- 제3대 조선통감: 데라우치 마사타케(寺内正毅) - (재임: 1910년 5월 30일 ~ 1910년 8월 29일)

### 통감부의 부수장

#### 역대 조선통감부 부의장
- 제1대 조선통감부 부의장: 야마가타 아리토모(山縣有朋) - (재임: 1906년 2월 23일 ~ 1906년 3월 2일)

#### 역대 조선통감부 부주석
- 제1대 조선통감부 부주석: 야마가타 아리토모(山縣有朋) - (재임: 1906년 3월 2일 ~ 1907년 9월 21일)

#### 역대 조선통감부 부통감
- 제1대 조선통감부 부통감: 소네 아라스케(曾禰荒助) - (재임: 1907년 9월 21일 ~ 1909년 6월 14일)
- 제2대 조선통감부 부통감: 야마가타 이사부로(山縣 伊三郎) - (재임: 1909년 6월 14일 ~ 1910년 8월 29일)

## 같이 보기
- 조선의 역사
- 대한제국의 역사
- 통감부
- 조선총독부